# Gimhae
Gimhae és una ciutat situada a la província de Gyeongsangnam-do, al sud de la república de Corea del Sud. Està situada al sud de Seül, a uns 290 km. La seva àrea és de 463.26 km² i la seva població total és de 503.000 habitants.

## Administració
La ciutat de Gimhae es divideix en 1 districte, 7 ciutats municipals i 9 comtats.

## Clima
La temperatura mitjana anual és del voltant de 15 graus, i la precipitació mitjana anual és de 1.200 mm, la qual cosa és molt similar a la de la mitjana de Corea, de 1274 mm.

## Esports
L'equip de futbol local és el Club de futbol ciutat Gimhae (김해 시청 축구단), fundat el 2007 i va començar a competir en la lliga nacional coreana a la temporada del 2008. Juga a l'estadi Gimhae amb capacitat per a 30.000 espectadors i inaugurat el 2005.

## Economia
La ciutat compta amb grans granges de flors que exporten a les zones veïnes.

## Famosos
- Roh Moo-Hyun, expresident.
- Song Kang-ho, actor de cinema.
- Jung Soo, futbolista.